# Douglas (Wisconsin)
Douglas – miasto w Stanach Zjednoczonych, w stanie Wisconsin, w hrabstwie Marquette.